# عملات اليورو الأيرلندية
تشترك جميع عملات اليورو الأيرلندية في نفس تصميم جارلاث هايز، وهو تصميم القيثارة، وهو رمز تقليدي لأيرلندا منذ العصور الوسطى، استنادًا إلى تصميم قيثارة كلية الثالوث الموجودة في كلية الثالوث في دبلن. يتم استخدام نفس القيثارة كما هو الحال في الأختام الرسمية لتيشخ، ووزراء الحكومة وختم رئيس أيرلندا. يتميز تصميم العملات المعدنية أيضًا بنجوم الاتحاد الأوروبي الـ12، وسنة الإصدار، والاسم الأيرلندي لأيرلندا، "Éire"، بالخط الغالي التقليدي.

## تصميم اليورو الأيرلندي
تحمل جميع عملات اليورو الأيرلندية نفس التصميم على وجهها: قيثارة سلتيكية مبنية على قيثارة كلية الثالوث، محاطة من اليسار واليمين بكلمة " ÉIRE " وسنة ضرب العملة مكتوبة بالخط الغيلي. وهذه بدورها محاطة بـ 12 نجمة من علم أوروبا. تظهر النجوم على الإطار الذهبي اللون مع القيثارة والكلمات في المركز الفضي. الألوان في الاتجاه المعاكس لعملة الإثنين يورو.

## عملات تذكارية
- إصدار محدود في عام 2010، يضم حصانًا ومهرًا أيرلنديًا. [1]
- إصدار محدود في عام 2011، يضم سمك السلمون والسمولت.
- إصدار محدود في عام 2012، يضم كلبًا وجروًا أيرلنديًا.
- إصدار واسع النطاق (بالاشتراك مع جميع دول اليورو) في عام 2007، احتفالًا بالذكرى الخمسين لمعاهدة روما.
- إصدار واسع النطاق (بالاشتراك مع جميع دول اليورو) في عام 2009، احتفالاً بالذكرى العاشرة لتأسيس الاتحاد الاقتصادي والنقدي.
- إصدار واسع النطاق (بالاشتراك مع جميع دول اليورو) في عام 2012، احتفالًا بالذكرى العاشرة لإصدار عملات اليورو المعدنية والأوراق النقدية.
- إصدار واسع النطاق (بالاشتراك مع جميع دول اليورو) في عام 2015، احتفالًا بالذكرى الثلاثين لاعتماد العلم الأوروبي من قبل الجماعة الاقتصادية الأوروبية.
- إصدار واسع النطاق في عام 2016، مع شخصية هيبرنيا على قمة مبنى GPO في دبلن، احتفالًا بالذكرى المئوية لثورة عيد الفصح.
- إصدار واسع النطاق في عام 2019، احتفالًا بالذكرى المئوية لديل الأول.
- إصدار 2 يورو تذكارية في عام 2023، احتفالًا بمرور 50 عامًا على عضوية أيرلندا في الاتحاد الأوروبي.

## استخدام العملات المعدنية من فئة 1 سنت و2 سنت
نظرًا لأن العملات المعدنية من فئة سنت وسنتين ذات قيمة منخفضة نسبيًا، فإن خطة المدفوعات الوطنية التي أعدها البنك المركزي الأيرلندي والتي وافقت عليها الحكومة في أبريل 2013 تخطط "لتجربة استخدام اتفاقية التقريب في مشروع تجريبي في مدينة أيرلندية متوسطة الحجم"، مع عدم سك الفئتين مع بقاء العملة القانونية.  تكلفة إنتاج عملة معدنية فئة 1 سنت هي 1.65 سنت وتكلفة إنتاج عملة معدنية فئة 2 سنت هي 1.94 سنت. 
ابتداءً من يوم الأربعاء 28 أكتوبر 2015، اتبعت أيرلندا هولندا والسويد وفنلندا والدنمارك والمجر، ما يسمى بالتقريب السويدي.  في حين أن الأسعار الفردية لا تزال تظهر بدقة سنت واحد، يتم بعد ذلك تقريب المبلغ الإجمالي إلى أقرب 5 سنتات عند الدفع نقدًا. 
تظل العملات المعدنية من فئة 1 سنت و2 سنت عملة قانونية، ويكون التقريب طوعيًا لكل من العميل وتاجر التجزئة، ينصح البنك المركزي الأيرلندي "لكي يحدث التقريب، يجب على كل من بائع التجزئة والعميل قبوله".
ينطبق التقريب فقط على المدفوعات النقدية ولا ينطبق على الفواتير المدفوعة إلكترونيًا - عن طريق بطاقة الخصم أو بطاقة الائتمان أو بطاقة المتجر. 

## روابط خارجية
- البنك المركزي الأوروبي – أيرلندا